# 高林由紀子
高林 由紀子（たかばやし ゆきこ、1945年12月10日 - ）は、日本の女優。本名：浅妻 由紀子。旧姓名は現在の芸名と同じ。旧芸名：林 千鶴（はやし ちづる）。
東京都出身。実践女子学園高等学校卒業。演劇集団 円所属。

## 人物
1964年、高校卒業とともに大映東京撮影所演技研究所に入所。
研修期間を経て、同年の大映映画『十七才は一度だけ』に林千鶴の芸名でデビュー。
1965年、映画『夜の勲章』で田宮二郎の相手役を演じたほか、同年の映画『座頭市地獄旅』で勝新太郎を相手に佐川粂役を演じた。同年のテレビドラマ『てっぺん野郎』（TBS）にもレギュラー出演するが、1966年に舞台女優を目指して大映を退社。
その後、芸名を本名の高林由紀子に改めて劇団雲の準団員となり、1969年の『わが命つくるとも』で初舞台。
1970年、『ヤングアクション プロフェッショナル』にメンバーの紅一点役でレギュラー出演。当時の紹介記事では「話があった時は抵抗ありましたが、アクションで相手に怪我をさせないようにするのが難しいです。でも、アクションが決まった時は楽しいです」と述べている。
1975年、演劇集団 円創立に参加。
舞台出演のほか、テレビドラマや昼ドラに母親役で多く出演している。
また、数は少ないものの声優業も女優業と並行して行っており代表作は海外ドラマ『チャーリーズ・エンジェル』の主人公の1人・サブリナの吹き替え。現在は声優業は行ってはいないものの、DVD発売時に放送時カットされた部分の追加収録が実施される際に当時の役を再演することはある。

## 出演

### テレビドラマ
- ザ・ガードマン（1965年 - 1971年、TBS・大映テレビ室）
  - 第6話「ガラスの太鼓」（1965年）（第69話まで林千鶴 名義）
  - 第18話「裸の欲望」（1965年）
  - 第33話「闇に笑う」（1965年）
  - 第41話「とんでもない季節」（1966年）
  - 第54話「秘められた愛情」（1966年）
  - 第69話「宝島は太陽の下に」（1966年）
  - 第135話「阿蘇のシンデレラ」（1967年）（以下、高林由紀子 名義）
  - 第168話「悪党コンビの狂ったバカンス」（1968年）
  - 第192話「人殺しへの脱走」（1968年）
- てっぺん野郎（1965年、TBS）※林千鶴 名義
- 挑戦者 続・ある勇気の記録（1967年、NET・東映）
  - 第35話「夜が憎い」
  - 第46話「赤い灯よさようなら」
- ゴールドアイ 第22話「地下大金庫潜入」（1970年、日本テレビ・東映）
- 君は海を見たか（1970年） - 立石洋子 役
- キイハンター（TBS・東映）
  - 第122話「殺し屋候補生No.1」（1970年）
  - 第148話「撃て! 情無用ギャングの勲章」（1971年）
  - 第211話「オー! 右も左も爆弾でござんす」（1972年）
  - 第231話「真夜中、むごく静かに殺せ!」（1972年） - 朋子
  - 第249話「お年玉は必殺心中の弾丸」（1973年）
  - 第257話「世界のギャング日本上陸」（1973年） - 小夜子
- ヤングアクション プロフェッショナル（1970年、TBS） - 柴田ゆう子
- 銀河ドラマ→銀河テレビ小説 （NHK総合）
  - 闇からの声（1970年） - 山村安子
  - いま日は海に（1975年） - 吉元虹
- おゝい雲（1971年、NHK総合） - 桑原光子
- フジテレビ平日昼1時45分枠の連続ドラマ
  - 罪ある花（1972年） - 主演
- 青春をつっ走れ（1972年、フジテレビ・松竹） - 三橋礼子（第13話から）
- 雑居時代 第21話「夢みる乙女?」（1974年、日本テレビ・ユニオン映画） - 吉永美知子
- バーディ大作戦 第10話「吸血ワラ人形の大予言」（1974年、TBS・東映）
- 華麗なる一族（1974年、毎日放送・東宝） - 小森章子
- ザ・ボディガード 第25話「明日に別れの弾丸を」（1974年、NET） - 恭子
- Gメン'75 第44話「警視庁警視の妻の犯罪」（1976年、TBS・東映） - 海部涼子
- いろはの"い" 第13話「仲人」（1976年、日本テレビ・東宝） - 岡本ケイコ
- 太陽にほえろ!（日本テレビ・東宝）
  - 第229話「結婚」（1976年） - 山部美智子
  - 第396話「記念樹」（1980年） - 矢追中学校教師
  - 第568話「悲しい汗」（1983年） - 関戸重子
- 夜明けの刑事 第106話「殺人は方程式に従って!」（1977年、TBS・大映テレビ）
- 特捜最前線（テレビ朝日・東映）
  - 第15話「目撃 ある人妻の証言」（1977年）
  - 第327話「オランダ坂殺人予告状!」（1983年）
- 愛のドラマシリーズ（東京12チャンネル）
  - 美しき背信（1978年）
- メガロマン（1979年、フジテレビ：東宝） - 獅子堂マリ（ローズマリー）
- 俺たちは天使だ! 第13話「運が悪けりゃ死刑台」（1979年、日本テレビ・東宝） - 香代
- ザ・スーパーガール 第49話「入試地獄は詐欺の季節」（1980年、東京12ch・東映）
- 愛の旅路（1980年、TBS）
- 噂の刑事トミーとマツ 第1シリーズ 第17話「キン好きトミ好き、マツ嫌い」（1980年、TBS・大映テレビ） - スナックのママ
- 徳川の女たち（1980年、フジテレビ・東映） - 香琳院
- 3年B組金八先生（TBS）
  - 第2シリーズ（1980年） - 瀬口房代
  - 第5シリーズ（1999年） - 田辺弁護士
- 2年B組仙八先生（1981-1982年、TBS） - 上田夏彦の母
- ザ・ハングマン 第50話「女催眠術師のウラを探れ」（1981年、朝日放送・松竹芸能） - 安井康子
- 土曜ドラマ（NHK総合）
  - 山田太一シリーズ タクシー・サンバ（1981年）
- ザ・サスペンス（TBS）
  - 消えたスクールバス（1982年）
- 月曜ワイド劇場（テレビ朝日）
  - 社宅家族 なぜ少年は母を刺したか!?（1983年、東映）
- スチュワーデス物語 第12話「恥知らずなウソ」（1984年、TBS・大映テレビ）
- 大奥 第50話「動乱に挑む女」（1984年、関西テレビ・東映） - 汐路
- 別れた妻（1985年、東海テレビ）
- ママたちが戦争を始めた!（1985年、日本テレビ・PDS） - 貴子
- 私鉄沿線97分署 第52話「モーレツパパを家出でKO!!」（1985年、テレビ朝日・国際放映） - 武内夫人
- 土曜ワイド劇場（テレビ朝日）
  - 小樽殺人事件 北海道～能登～安曇野 黒揚羽蝶は死の予告! オタモイ岬の女（1986年）
  - 西村京太郎トラベルミステリー11（1987年7月）
  - 豪華サロンカー婚約ツアー殺人事件（1987年）
  - 密会の宿4（1988年11月） - 里村涼子
  - 名探偵・金田一耕助3 三つ首塔（1988年7月）
  - 船長シリーズ5（1993年9月） - 大和田香苗
  - 一発勝負!2001年、完全犯罪の女（2001年4月）
  - 新聞記者・鶴巻吾郎3（2009年8月） - 本田清子
  - 温泉 (秘) 大作戦11（2012年3月） - 浦田冬美
  - 温泉若おかみの殺人推理23（2012年4月） - 相沢千恵
- このこ誰の子?（1986年 - 1987年、フジテレビ・大映テレビ） - 杉浦陽子
- 女ふたり捜査官 第16話「逆転！暴かれた離婚劇」（1987年、朝日放送・テレパック）
- ジャングル 第4話「バラバラ事件・解決編」（1987年、日本テレビ・東宝）
- はぐれ刑事純情派 第1シリーズ（1988年、テレビ朝日・東映） - 江木圭子
- こまらせないで! 第6話（1989年、フジテレビ） - 文代
- 大河ドラマ（NHK総合）
  - 春日局（1989年） - お市の方
  - 利家とまつ〜加賀百万石物語〜（2002年） - 土田御前
- 泥棒に手を出すな!（1990年、テレビ東京）
- 新1・2・3と4・5・ロク（1990年、関西テレビ）
- 外科医有森冴子 パート1 第10話（1990年、日本テレビ）
- 炎の旅路（1990年、東海テレビ） - ナレーション
- 雪の蛍（1991年、東海テレビ）
- もう誰も愛さない（1991年、フジテレビ） - シスター・加津子
- 世にも奇妙な物語（フジテレビ）
  - 呪いの紙人形（1991年） - 中田恵子
- 検事・若浦葉子 第8話「死者からの挑戦状・私は夫に殺された!」（1991年、日本テレビ）
- 結婚したい男たち（1991年、TBS） - 牛島秀子
- さすらい刑事旅情編 第4シリーズ 第10話「青函トンネル・殺意を運ぶ海峡4号」（1991年、テレビ朝日・東映） - 藤森智子
- 愛という名のもとに（1992年、フジテレビ）
- ララバイ刑事'93 第2話（1993年、テレビ朝日）
- 誘惑の夏（1993年、東海テレビ） - 麻川京子
- ひとつ屋根の下（1993年） - 榊千鶴の母
- べにすずめたちの週末（1993年） - 西坊城牡丹
- ビートたけしのつくり方（1993 - 1994年、フジテレビ・イースト）
  - ミニドラマ「大家族主義」 - よし江
  - ミニドラマ「堀切家の人々」 - よし江
- 大家族ドラマ 嫁の出る幕（1994年、テレビ朝日） - 大沢知子
- いつの日かその胸に（1994年、TBS・大映テレビ）
- 未成年（1995年、TBS） - 神谷真紀子
- キャンパスノート（1996年、TBS） - 三浦雅彦の母（三浦通子）
- 天晴れ夜十郎（1996年、NHK総合） - 浅香波津
- 金曜エンタテイメント（フジテレビ）
  - 鍵師4（1996年） - 近藤沙織の母
  - 浅見光彦シリーズ4（1997年） - 樋口久美
- 涙のアンパンマンマーチ（1997年3月31日、TBS）
- 成田離婚（1997年、フジテレビ） - 田中洋子
- ラブとエロス（1998年、TBS） - 長谷川八重子
- 殴る女（1998年） - 早坂佳枝
- チープ・ラブ（1999年、TBS） - 琴塚滋子
- 直子センセの診察日記（1999年、CBC） - 奥津文子
- 火曜サスペンス劇場（日本テレビ）
  - 高校野球殺人事件（1982年）
  - 死角関係 隣人夫婦男女四人のからみ合い（1987年）
  - 湾岸に消えた女（1989年）
  - 京都・女性記者シリーズ8（1993年） - 瀬川裕子
  - わが町7（1996年） - 磐田泰子
  - 小京都ミステリー26（1999年） - 和泉幸恵
  - 身辺警護11（2002年） - 鷲尾千賀子
  - 監察医・室生亜季子34（2004年） - 福井しず
- 恋愛中毒 第7話（2000年、テレビ朝日）
- できちゃった結婚（2001年、フジテレビ） - 小谷淑子
- サイコドクター（2002年） - 岡田静子
- 眠れぬ夜を抱いて（2002年、テレビ朝日） - 大出千賀子
- 真夜中の雨（2002年、TBS） - 橘真理子
- ヨイショの男（2002年、TBS） - 杉田たか子
- クニミツの政（2003年、関西テレビ） - 民子先生（園長先生）
- あした天気になあれ。（2003年、日本テレビ） - 桜木孝江
- 恋におちたら〜僕の成功の秘密〜（2005年、フジテレビ） - 鈴木藍子
- おいしいプロポーズ（2006年、TBS） - 葛城房栄
- 水戸黄門 第37部 第17話「育ての母、涙の決心 -一関-」（2007年、TBS・C.A.L）
- ホテリアー 第6話（2007年、テレビ朝日） - 村上あゆみ
- 新・京都迷宮案内5（2008年、テレビ朝日） - 楠本時子
- 京都地検の女（2006年、テレビ朝日） - 茂木しづ子
- ザ・クイズショウ（2009年、日本テレビ）
- ママはニューハーフ（2009年、テレビ東京） - 大熊染
- ドラマW（WOWOWプライム）
  - 誘拐（2009年8月2日）
- 華麗なるスパイ（2009年、日本テレビ） - 吉澤はる
- 金曜プレステージ（フジテレビ）
  - 奥様は警視総監 第5話（2009年） - 中村京子
- おひとりさま（2009年12月4日、TBS） - 秋山文代
- 曲げられない女（2010年、日本テレビ） - 長部富貴恵
- 女刑事音道貴子・凍える牙（2010年1月30日、テレビ朝日） - 音道静恵
- 鉄の骨（2010年7月3日、NHK総合） - 三橋満子
- 美しい隣人 第8話・第9話（2011年3月1日・8日、関西テレビ・フジテレビ） - 瀧野紀子
- 運命の人（2012年1月15日 - 3月18日、TBS） - 八雲加世
- 悪女について（2012年、TBS） - 渡瀬子静
- 月曜ミステリー劇場（TBS）
  - 警視庁三係・吉敷竹史シリーズ2（2006年） - 中村和枝
- 月曜ゴールデン（TBS）
  - 世直し公務員ザ・公証人10（2012年） - 藤野宣子
  - ホームドクター・神村愛1（2012年） - 安西りえ
  - 世田谷駐在刑事3（2015年） - 武藤静江
  - 浅見光彦シリーズ35（2016年） - 朝比奈慶尊
- トッカン 特別国税徴収官 第8話（2012年9月5日、日本テレビ） - 常田香代子
- 科捜研の女 SEASON 12（2013年、テレビ朝日） - 北野佳恵
- 花の鎖（2013年9月17日、フジテレビ） - 北神夏美
- リーガルハイ 第2シリーズ 第6話（2013年11月13日、フジテレビ） - 嶋澄江
- ホワイト・ラボ〜警視庁特別科学捜査班〜 第2話（2014年4月21日、TBS） - 井上雅代
- 同窓生〜人は、三度、恋をする〜（2014年7月10日 - 9月11日、TBS） - 石本瑞江
- ドクターX〜外科医・大門未知子〜 第3シリーズ 第7話（2014年11月20日、テレビ朝日） - 吹田静子
- まっしろ 第7話（2015年2月24日、TBS） - 安川加寿子
- HEAT 第6話（2015年8月11日、関西テレビ・フジテレビ） - 蓮見シズ
- コントレール〜罪と恋〜 第7回 - 最終回（2016年6月3日 - 6月10日、NHK総合） - 長部聡子
- 盲目のヨシノリ先生〜光を失って心が見えた〜（2016年8月27日、日本テレビ） - 新井洋子
- テミスの剣（2017年9月27日、テレビ東京） - 楠木郁子
- anone 第4話（2018年1月31日、日本テレビ） - 相良百合恵
- THE GOOD WIFE / グッドワイフ（2019年1月13日 - 3月17日、TBS） - 蓮見幸枝
- 白衣の戦士! 第7話（2019年5月29日、日本テレビ） - 一ノ瀬和代
- アンサング・シンデレラ病院薬剤師の処方箋 第6話（2020年8月20日、フジテレビ） - 小川早苗
- ディア・ペイシェント〜絆のカルテ〜 第8話（2020年9月4日、NHK総合） - 篠塚花恵
- 相棒 Season20 第11話（2022年1月1日、テレビ朝日） - 早瀬君枝

### 映画

#### 林千鶴 名義
- 十七才は一度だけ（1964年、大映） - 女子高生 役
- 夜の勲章（1965年、大映） - 松音恵 役
- 座頭市地獄旅（1965年、大映） - 佐川粂 役
- 酔いどれ博士（1966年、大映） - 時子 役

#### 高林由紀子 名義
- その人は女教師（1970年、東宝）
- 二十歳の原点（1973年、東宝） - 高野芳子 役
- 朝やけの詩（1973年、東宝）
- 太陽は泣かない（1976年、監督：飯塚二郎） - 信子の友人 役
- ムッちゃんの詩（1985年、関西共同映画社） - ムツちゃんの母 役
- 玄海つれづれ節（1986年、東映） - 山岡政子 役
- 鹿鳴館（1986年、MARUGEN‐FILM・東宝） - 伊藤博文夫人 梅子 役
- 復活の朝（1992年、松竹） - 植村淑子 役
- 日本の青空シリーズ第3弾 渡されたバトン〜さよなら原発〜（2013年、インディーズ）
- ゆずりは（2018年、ゆずりは制作委員会） - 松波千代子 役
- 裸足で鳴らしてみせろ（2021年、監督：工藤梨穂） - 佐渡悦子 役

### 吹き替え
- 大草原の小さな家（1974年 - 1982年、NBC / NHK総合） - 学校の先生 エヴァ・ビードゥル・シムズ（シャーロッテ・スチュワート）
- チャーリーズ・エンジェル（1977年、日本テレビ） - サブリナ・ダンカン（ケイト・ジャクソン）※ 第1シーズンのみ、DVDの追加収録も担当。
- ナイル殺人事件（1978年） - バウァーズ（マギー・スミス）
- アガサ 愛の失踪事件（1979年） - アガサ・クリスティ（ヴァネッサ・レッドグレイヴ）
- シャーロック・ホームズの冒険（1988年、グラナダTV / NHK総合） - セントクレア夫人（エレノア・デビット）※ NHK放送版・DVD完全版の追加収録も担当。

### テレビアニメ
- MASTERキートン（1998年、日本テレビ） - パトリシア

### バラエティー番組
- 脱線問答（1978年 - 1983年、NHK総合）

### CM
- 森永製菓 ハイソフト（1969年 - 1971年）※ 初代CMイメージキャラクター
- 花王 ソフィーナ（1985年 - 1988年） ※ 安田成美とシリーズ共演、黒木瞳・三田佳子と共演。
- デビアス マイルストーン・ダイヤモンド
- NTTドコモ ドコモショップ「母の日篇」（2007年4月） ※ 貫地谷しほりと共演。

### イメージキャラクター
- 近畿日本ツーリスト 夫婦で綴る思い出の旅 ゆとりっぷ（1990年代初頭頃）※ 橋爪功と夫婦役で共演。

### 舞台
※ 以下、公式ページを参照。
- わが命つくるとも（1969年、劇団雲、読売ホール）
- 薔薇の館（1971年、劇団雲、日経ホール）
- お気に召すまま（1971年、劇団雲、日経ホール）
- マクベス（1972年、劇団雲、日経ホール 他） - マクダフ夫人 役（柳川慶子・高林）
- サド侯爵夫人（1974年・1975年、松竹、紀伊國屋ホール）
- 夜叉ヶ池（1978年、演劇集団 円、abc会館ホール）
- イェルマ（1979年、演劇集団 円、紀伊國屋ホール）
- 海神別荘
- 輪舞（1987年、銀座セゾン劇場）
- メアリー・スチュアート
- 君となら〜Nobody Else But You（1995年・1997年、PARCO劇場）
- ミツコ（新橋演舞場）
- リチャード三世（2003年、演劇集団 円、紀伊國屋ホール） - ヨーク公爵夫人（セシリー・ネヴィル） 役
- ファウスト（2006年、演劇集団 円、紀伊國屋ホール） - ヘレナ 役
- 死の舞踏（2008年、演劇集団 円、田原町ステージ円） - アリス 役[9]
- 赤ずきんちゃんの森の狼たちのクリスマス（2008年・2011年、演劇集団 円、シアターX 他）
- シーンズ フロム ザ ビッグ ピクチュアー（2010年10月、演劇集団 円、紀伊国屋ホール）
- 40カラット（2013年、大阪松竹座・東京芸術劇場）
- ワーニャ伯父さん（2013年、演劇集団 円、東京芸術劇場シアターウエスト 他）[10]
- 初萩ノ花（2014年・2020年、演劇集団 円、ステージ円）※ 2014年読売演劇大賞優秀女優賞
- 別役実を歌う（2016年、東京芸術劇場シアターウエスト）
- 爪の灯（2017年、演劇集団 円、シアターX）
- 藍ノ色、沁ミル指ニ（2018年、演劇集団 円、吉祥寺シアター）
- ソハ、福ノ倚ルトコロ（2022年、演劇集団 円、吉祥寺シアター）